# Nikkikpérou
Nikkikpérou est un quartier situé dans le 3e arrondissement de Parakou dans le département du Borgou au Bénin.

## Histoire
Le 27 mai 2013 après la délibération et l'adoption par l'assemblée nationale du Bénin en sa séance du 15 février 2013 de la loi n°2013-05du15/02/2013 portant création, organisation, attributions et fonctionnement des unités administratives locales en République du Bénin, Nikkikpérou, figure dans la liste des douze quartiers de cet arrondissement,,,,,.

## Galerie

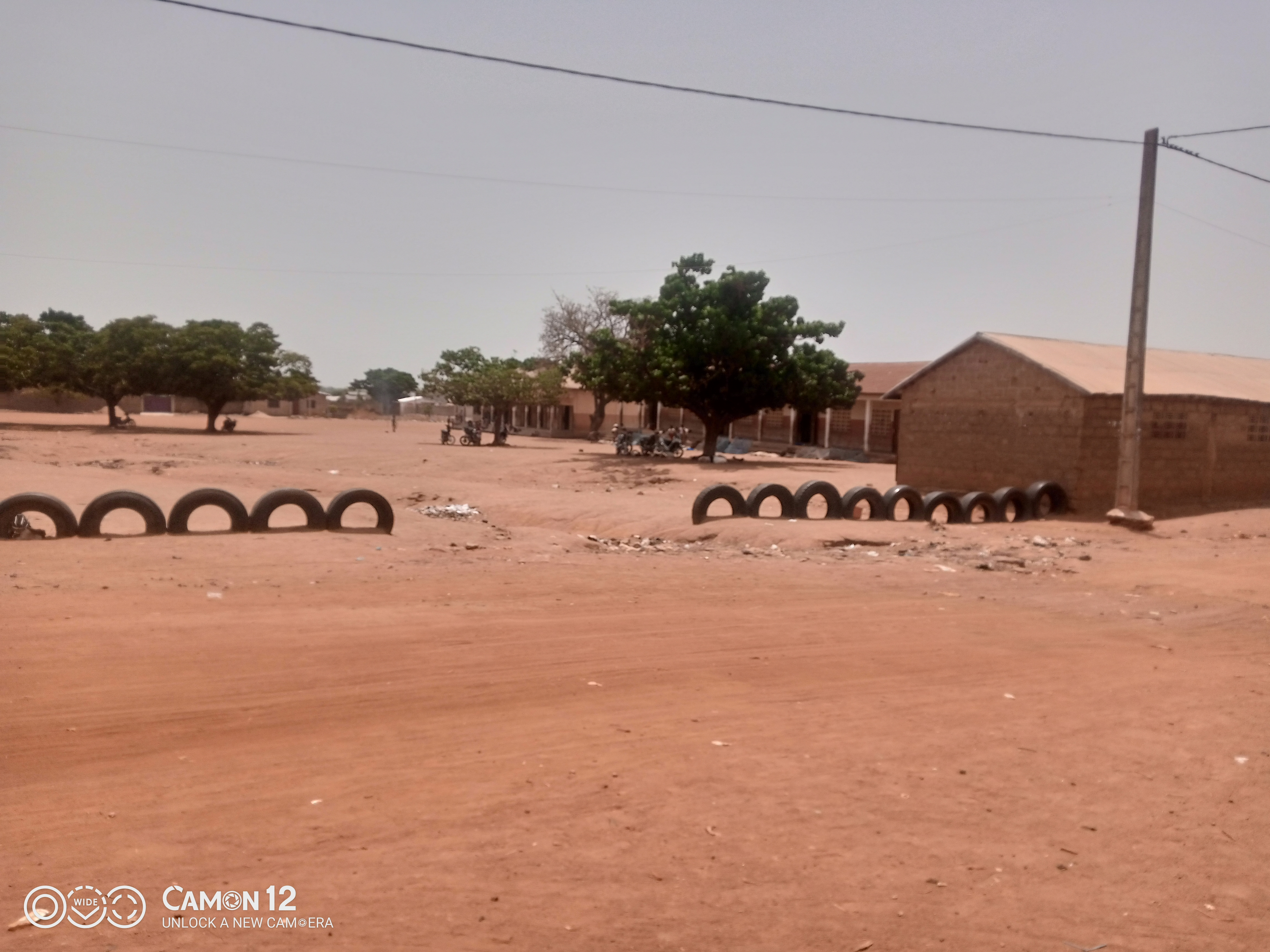
Entrée de l'école primaire publique de Nikkikperou à Parakou
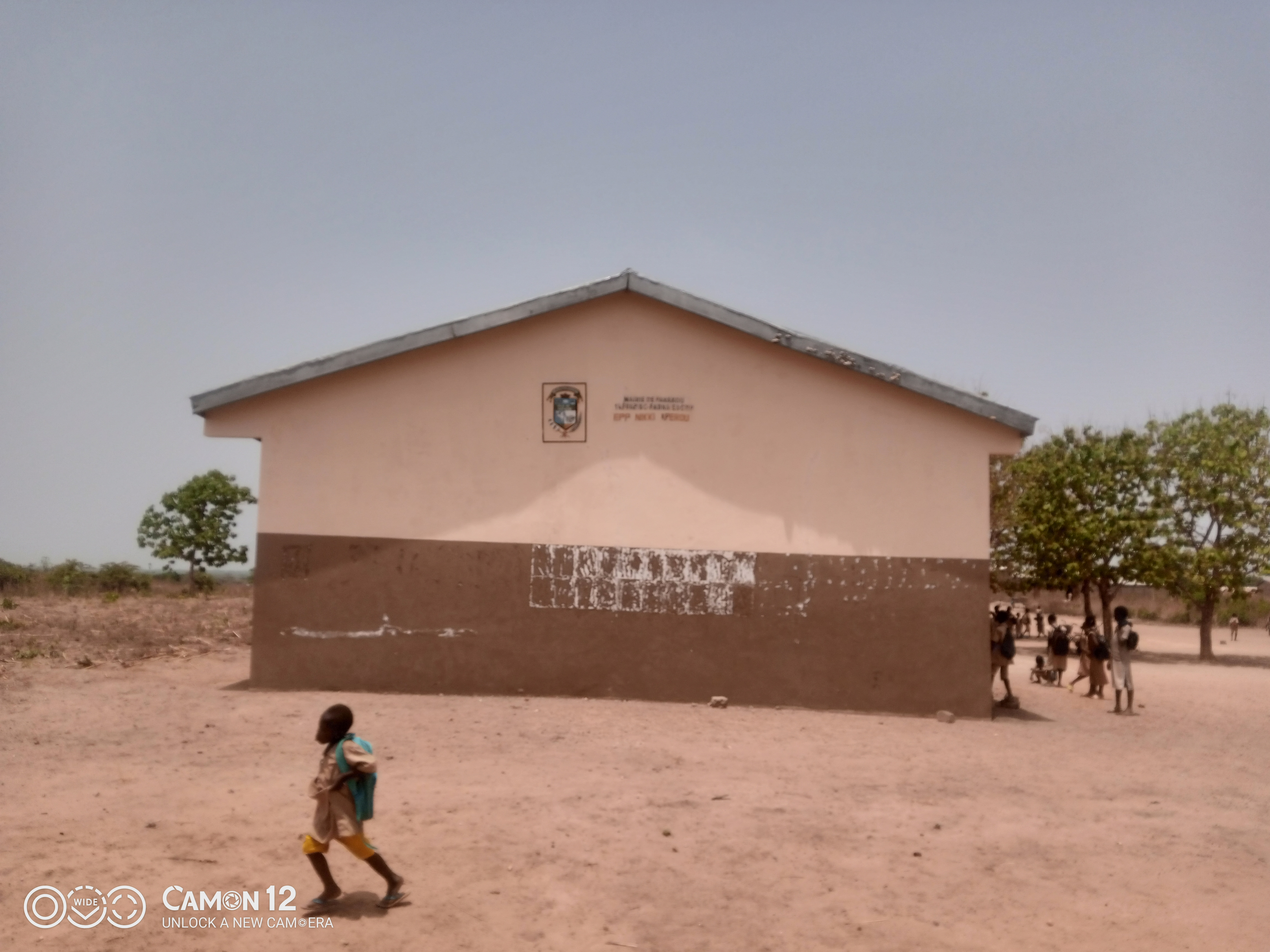
EPP (école primaire publique) de Nikkikperou à Parakou